# Festival Cinema Channel HD
Festival Cinema Channel HD (zkráceně též Festival HD a Festival Channel) je prémiový filmový kanál slovenského provozovatele Film Europe Media Company, jehož majitelem je Ivan Hronec. Kanál vysílá v době od 22:00 do 4:00 hodin na sdílené frekvenci s filmovým kanálem Československo HD. Oba kanály jsou distribuovány ve vysokém rozlišení. Programový obsah je tvořen festivalovými filmy, které na mezinárodních festivalech získaly ocenění, dále pak nezávislou tvorbou, moderními a avantgarními díly. Filmy nejsou přerušovány reklamou a jsou plně lokalizovány formou českých titulků.
Festival HD je televizním a video on demond obrazem úspěšného festivalového kino projektu Be2Can, přehlídky oceněných a soutěžních filmů z největších festivalů v Benátkách, Torontu, Berlíně, Cannes a Karlových Varů.

## Historie
V úterý 15. listopadu 2016 byl původní televizní kanál s československými filmy Kino CS nahrazen zcela novým programem Československo HD, vysílajícím od 04:00 do 22:00 hodin a kanálem Festival Cinema HD, jež vykrývá zbytek vysílacího času. Obě stanice vysílají ve vysokém rozlišení a od prvního dne jsou šířeny v česko-slovenské satelitní platformě Skylink v balíčku Smart a minibalíčku Film Europe + CS TV. Aby provozovatel nemusel platit za vyšší datový tok na satelitním transpondéru, rozhodl se ukončit satelitní distribuci jiných svých stanic, konkrétně dokumentárního Doku CS a hudebního Muzika CS. Uspořená datová kapacita byla využita pro vysílání nových kanálů ve vysokém rozlišení. Distribuční trasa je poskytována prostřednictvím platformy Skylink a optických vláken z datového centra Sitel v Bratislavě.

## TV pořady

### Filmy
- Adrienna Pálová
- Avé
- Babycall
- Boj sněžného pluhu s mafií
- Call Girl
- Cosi je ve vzduchu
- Dallas mezi námi
- Dead Snow: Rudý vs. Mrtvý
- Diplomacie
- Domov
- Guma
- Hodný syn
- Houština
- Iron Sky
- Kdo, když ne my
- Konec Roberta Mitchuma
- Kouzlo půvabu
- Krevní odpuštění
- Krycí jméno Krtek
- Kříž cti
- Křtiny
- Leviatan
- Ministr
- Mléčná dráha
- Mortem
- Mr.Nice
- My jsme nejlepší!
- Následky lásky
- Nemají pokoj svévolníci
- Off Beat
- Parade
- Pokoj 304
- Pokušení svatého Toníka
- Poslední zima
- Sex, drogy a daně
- Sils Maria
- Snadný prachy
- Snadný prachy II
- Snadný prachy III: Život deluxe
- Stockholm East
- Storm
- Tady to musí být
- Turné
- Únos
- V hlubinách
- Vegas
- Velká nádhera
- Verbo
- Vyšší moc
- Zatímco spíš
- 17 dívek
- 4 dny v květnu

### Dokumenty
- Black Power
- Crulic - cesta na onen svět
- Ježíši, Ty víš
- Muži a Bergman
- Ženy a Berman
- Příběh dětí a filmu
- Sacro GRA
- Tohle není Kalifornie

## Dostupnost

### Satelitní vysílání
| Družice           | Frekvence (GHz) | SR, FEC    | Platforma | Kódování                            | Vysílací čas (SEČ) | Poznámka           |
| ----------------- | --------------- | ---------- | --------- | ----------------------------------- | ------------------ | ------------------ |
| Astra 3B (23.5°E) | 12.110/H        | 27500, 3/4 | Skylink   | Cryptoworks, Irdeto 2, Viaccess 5.0 | 24 hodin           | Dostupný v češtině |

### Kabelová televize
Níže je uveden seznam kabelových sítí, ve kterých je nabízen program Festival Cinema Channel HD .

#### Česko
- Corsat
- Kabelová televize Radotín
- Město Přibyslav
- Nej TV

#### Slovensko
- SlužbyT
- Tesatel

### IPTV
Níže je uveden seznam IPTV operátorů, ve kterých je nabízen program Festival Cinema Channel HD .

#### Česko
- AIM
- CATR
- CenTrio
- CoProSys
- Dragon
- DWP
- Grape SC
- JON.cz
- Kabel1
- Magnalink
- Mitel TV
- NetBox
- N-SYS
- O2TV
- Poda
- Rete
- SatLine
- Satro
- Satt
- Select System
- Selfnet
- Sledovani.tv
- Tetanet
- T-Mobile TV
- WMS

### Slovensko
- Antik Telecom
- DSI Data
- TFM
- Isper
- Magio TV
- Martico
- Slovanet